# Microscopio a dispositivo SQUID a scansione
Il microscopio SQUID a scansione è un tecnica di microscopia di prossimità per la misura di deboli campi magnetici, basata sul movimento da un lato all'altro di una superficie di uno SQUID.
Il microscopio è in grado di rilevare in modo dettagliato i fili percorsi da corrente elettrica al di sotto della superficie del campione misurando i campi magnetici generati dalle correnti stesse; mappando le correnti in un circuito integrato, i cortocircuiti possono venire localizzati e la progettazione di un chip può essere ottimizzata verificando che la corrente fluisca dove progettato.
Un altro impiego del microscopio è lo studio dei campi generati generati da materiali magnetici.

## Funzionamento del sensore SQUID

Figure 1: Schema elettrico di un SQUID dove I_{b} è la corrente di polarizzazione, I_{0} è la corrente critica, Φ è il flusso che investe lo SQUID e V è la risposta in tensione a quel flusso.

Figure 2 a) Diagramma della corrente versus tensione di uno SQUID. Le curve superiore ed inferiore corrispondono a nΦ_{0} e (n+1/2)Φ_{0} rispettivamente. Figura 2 b) Risposta di tensione periodica dovuta al flusso attraverso uno SQUID. La periodicità è uguale ad un quanto di flusso, Φ_{0}

Un sensore SQUID permette di rivelare la presenza di deboli campi magnetici sulla base di una coppia di giunzioni Josephson collegate ad anello (figura 1). Per funzionare il materiale superconduttore deve essere raffreddato a temperature inferiori alla sua temperatura critica, utilizzando azoto liquido (nel caso di superconduttori ad alta temperatura critica, raggiungendo temperature inferiori ai 77 K), o elio liquido nel caso di superconduttori tradizionali (temperature inferiori ai 4 K.
Una giunzione di Josephson è formata da due materiali superconduttori separati da uno strato sottile di isolante; in una giunzione scorre corrente senza applicare una tensione fino ad un valore critico di corrente I0. Polarizzando lo SQUID con una corrente superiore a quella critica, la tensione ai capi del dispositivo varia in funzione del flusso magnetico Φ che attraversa l'anello, secondo una funzione periodica, il cui periodo è dato dal quanto di flusso magnetico Φ0=2.07x10−15Tm2. Nella pratica viene usato, per la misura del campo, un sistema di retroazione negativa che mantiene costante il flusso.
Nella tecnica di microscopia SQUID per la realizzazione di immagini di correnti è usato un piccolo SQUID ad alta temperatura critica (largo circa 30 µm); questi sistemi sono descritti in dettaglio più avanti.

## Rilevamento di campi magnetici e correnti tramite SQUID
Il campo magnetico e la corrente elettrica sono legati dalla legge di Biot-Savart:
{\displaystyle \operatorname {d} \mathbf {B} ={\frac {\mu _{0}\,i}{4\pi }}{\frac {\operatorname {d} \mathbf {l} \times \left(\mathbf {r} -\mathbf {r^{\prime }} \right)}{\left|\mathbf {r} -\mathbf {r^{\prime }} \right|^{3}}}}
dove {\displaystyle \operatorname {d} \mathbf {B} } è il campo generato dal tratto di filo infinitesimo {\displaystyle \operatorname {d} \mathbf {l} } e {\displaystyle \left|\mathbf {r} -\mathbf {r^{\prime }} \right|} la distanza tra la corrente e il punto in cui si vuole calcolare il campo.
La corrente può essere quindi calcolata direttamente da una misura di campo magnetico conoscendo la distanza tra la corrente e il sensore. Questo principio viene sfruttato per realizzare delle mappe dei percorsi della corrente in un circuito integrato. .

## Microscopio SQUID a scansione ad alta temperatura

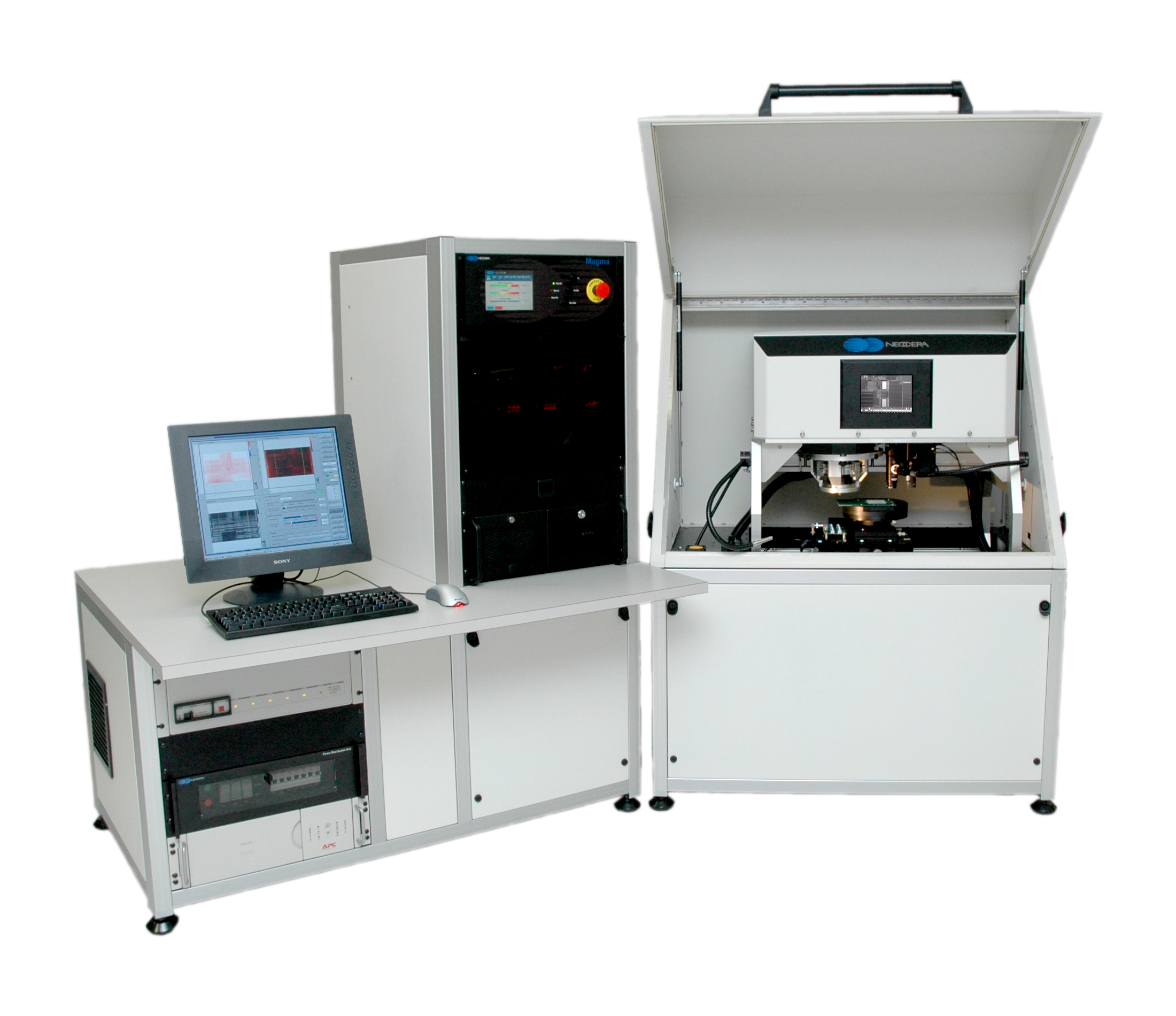
Microscopio SQUID a scansione

Utilizzando uno SQUID a YBCO (un composto chimico cristallino con formula {\displaystyle YBa_{2}Cu_{3}O_{7}}, superconduttore ad alta temperatura), questo microscopio SQUID a scansione può misurare campi magnetici fino a 20 pT (circa due milioni di volte più deboli del campo magnetico terrestre). Il sensore SQUID è sufficientemente sensitibile da poter rilevare un filo attraversato da una corrente di soli 10 nA ad una distanza di 100 µm in un tempo di misura di 1 s.
Il microscopio usa un progetto brevettato per poter esaminare il campione a temperatura ambiente e in aria mentre il sensore SQUID si trova sotto vuoto e raffreddato in un criostato a meno di 80 K, senza l'uso di azoto liquido. Lo strumento può realizzare un'immagine in queste condizioni con un esame non distruttivo, senza far entrare in contatto il sensore e il campione. La risoluzione grezza, non elaborata, equivale alla più grande tra la distanza che separa il sensore dalla corrente e la effettiva dimensione del sensore.
Per meglio localizzare un filo in cortocircuito in uno strato sepolto, tuttavia, può venire impiegata una tecnica che utilizza una trasformata di Fourier veloce per trasformare l'immagine del campo magnetico in una equivalente mappa della corrente in un circuito integrato o in un circuito stampato. La mappa della corrente risultante può quindi venire confrontata col diagramma del circuito per determinare la posizione del guasto.
Grazie all'elaborazione successiva dell'immagine del campo magnetico ed al basso rumore presente nelle immagini generate tramite SQUID, è possibile aumentare la definizione spaziale di un fattore 5 ed oltre rispetto alle immagini di campo magnetico limitate dalla prossimità.
Il risultato della misura viene visualizzata come una immagine a falsi colori dell'intensità del campo magnetico o dell'intensità di corrente (dopo un'elaborazione) in relazione alla posizione sul campione. Dopo l'elaborazione per il calcolo della corrente, questo microscopio in grado di individuare dei cortocircuiti in un raggio di 3 µm ad una distanza sensore-corrente di 150 µm.